# Jean Van Ruysbroeck (architecte)
Ne doit pas être confondu avec Jan Van Ruysbroeck (religieux).
Pour les articles homonymes, voir Ruysbroeck.
Jean van Ruysbroeck, dit van den Berghe, est un architecte bruxellois du XVe siècle, dont les dates précises de naissance sont à ce jour inconnues. Il mourut selon Guillaume Des Marez, peu après le mois de juillet 1485, à un âge très avancé.

## Son œuvre
Son œuvre la plus connue est la tour gothique de l'Hôtel de ville de Bruxelles, mondialement reconnu comme l'un des tout grands chefs-d'œuvre de l'architecture civile du Moyen Âge.
Débutée en 1401-1402 par Maître Jean Bornoy secondé par Jacques van Thienen, la construction de l'hôtel de ville s'acheva par la tour, haute de 96 mètres, dont l'édification par Jan van Ruysbroeck eut lieu de 1444 à 1463.
Autres œuvres de Van Ruysbroeck
- Fontaine de l'hôpital Notre-Dame à Audenarde (1443-1445) ;
- flèche de la tour de l'église Sainte-Gertrude de Louvain (1453) ;
- Partiellement la collégiale Saints-Pierre-et-Guidon à Anderlecht (1479-1485) ;
- On lui attribue aussi les tours de la cathédrale Saints-Michel-et-Gudule de Bruxelles (1470-1485).

## Galerie

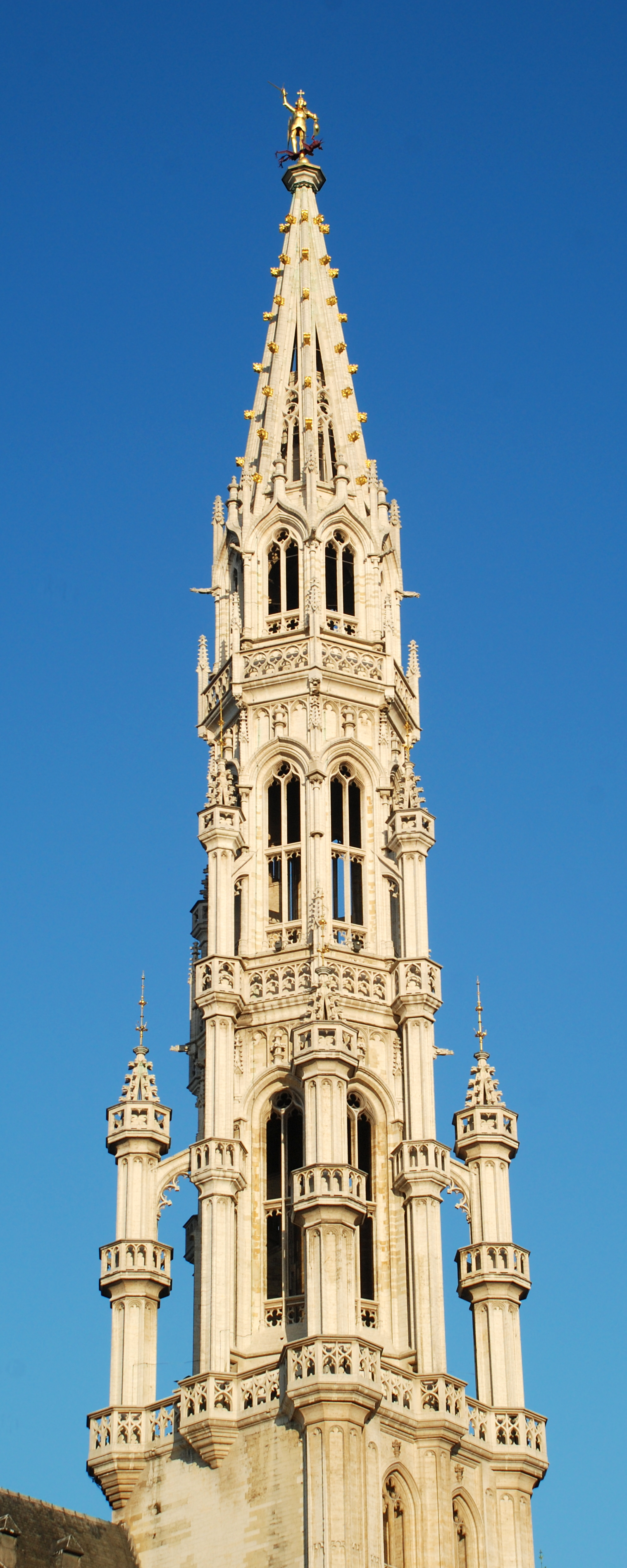
Hôtel de ville de Bruxelles.
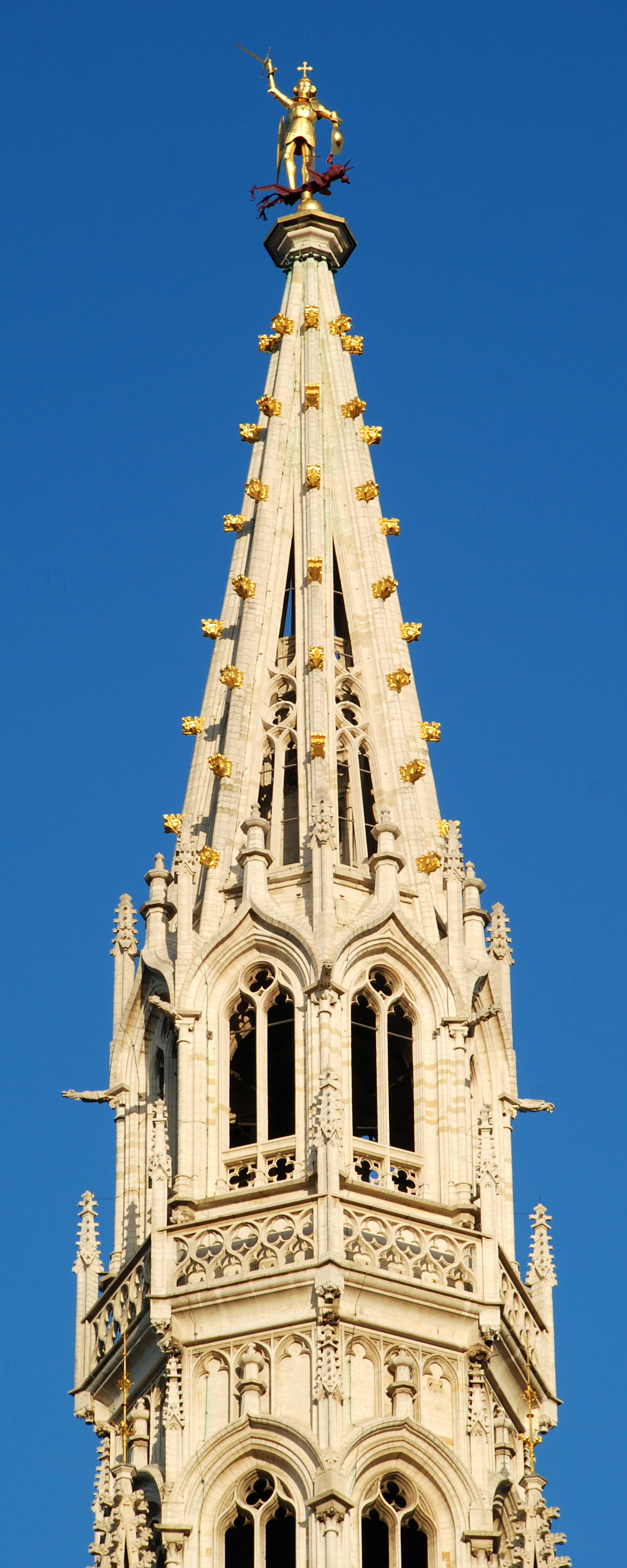
Hôtel de ville de Bruxelles.
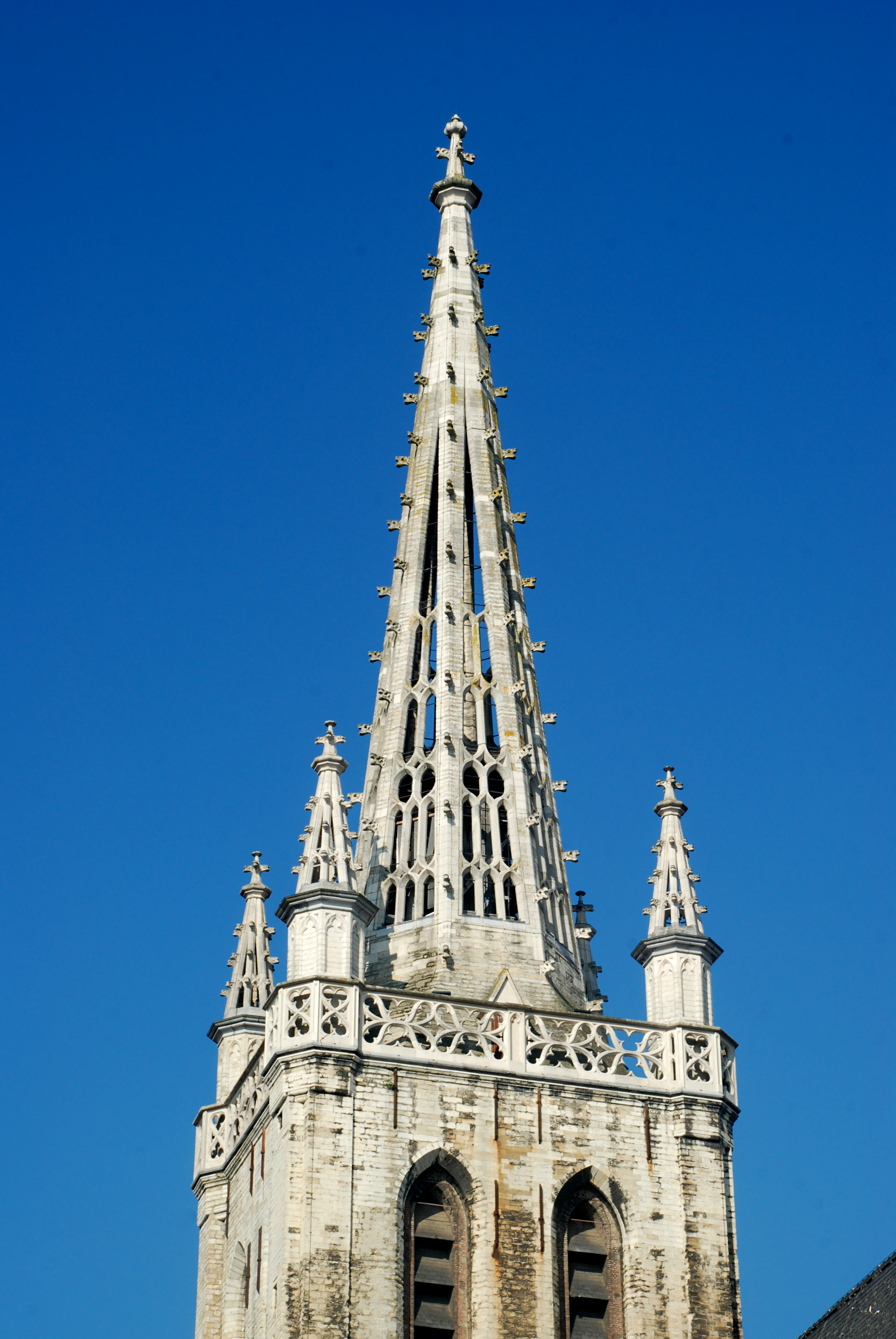
Église Sainte-Gertrude de Louvain.